# Illa de Pombeba
L'Illa da Pombeba és una illa situada a l'interior de la Badia de Guanabara, a prop del moll del Port de Rio, a la ciutat de Rio de Janeiro, al Brasil. Pertany al barri de Caju.
L'illa és una formació artificial, creada a partir de successius abocaments de material de dragatge del Port. Malgrat això, hi ha presència de vegetació de manglars a la seva riba i de bosc en seu interior, amb diverses espècies d'ocells.
L'illa actualment pateix diversos problemes ambientals, originats tant en l'activitat portuària com en la pol·lució de la Badia de Guanabara. Un dels problemes als quals s'enfronta per l'illa és la gran acumulació de pneumàtics en les aigües del voltant, descobert per O Globo el 2016, resultat d'anys de omissió del poder públic.
El 2011, l'illa va ser el lloc definit per Instituto Estadual do Ambiente (INEA) per a rebre prop de 30 mil metres cúbics dels sediments de la draga del Port de Rio. Per rebre el material del dragatge, van ser utilitzats sis tubs, cadascun amb capacitat de retenir 5 mil metres cúbics de sediment. Aquests tubs són grans sacs rectangulars fets amb un teixit sintètic que permet només el pas d'aigua, mantenint el sediment confinat.